# Antodynerus mutabilis
Antodynerus mutabilis är en stekelart som först beskrevs av Henri Saussure 1863.  Antodynerus mutabilis ingår i släktet Antodynerus och familjen Eumenidae. Inga underarter finns listade i Catalogue of Life.